# バシネフチ
バシネフチ（バシキール語: Башнефть）は、ロシア連邦バシコルトスタン共和国に本拠地を置くロシアの国営石油会社。
バシコルトスタン共和国、タタルスタン共和国、ロシア連邦沿ヴォルガ連邦管区オレンブルク州などにある160箇所以上の油田・ガス田で生産を行っており、2008年の原油生産量は1154万トン、天然ガス生産量は3億5400万m3であった。これらの油田の平均含水率は90%、硫黄分も2%であり、生産される原油の量も少なく質も低い。
2009年3月、新興財閥（オリガルヒ）系企業システマがバシネフチ株を25億ドルで取得し、支配株主となった。
2010年2月にはモスクワを本拠地とするサッカークラブチームPFC CSKAモスクワのスポンサーにもなった。